# Континентални куп у атлетици 2010.
Континентални куп у атлетици 2010 (званични назив: The IAAF/VTB Bank Continental Cup) одржан је 4.и 5. септембра 2010. у Сплиту (Хрватска) на Градском стадиону у Пољуду. Ово је прво такмичење Континенталног купа, који је заменио ранији Светски куп.

## Организација

### Учесници
Савет ИААФ одлучио је у новембру 2008 да нађе други облик дотадашњег Светског купа и да буде преименован у Континентал куп са учешћем четири континенталне репрезентације:
- Америка (Северна, Средња Америка и Карипска атлетска конфедерација (НАКАК) и Атлетска кофедерација Јужне Америке (КОНСУДАТЛЕ));
- Африка (Афричка атлетска конфедерација (КАА)) ;
- Азија/Океанија (Азијска атлетска асоцијација (AAA) и Океанијска атлетска асоцијација (ОАА)).
- Европа (Европска атлетска асоцијација ЕАА).

Основе за састав репрезентација.
- Африка (АФР): резултати Афричког првенства у атлетици 2010. одржаног у Најробију од 28. јула до 1. августа;
- Америка (АМЕ): према ИААФ Листи најбољих[1] на дан 31. јула. са изузетком у дисциплини од 3000 м, према ИААФ треба изабрати са ИААФ листе најбољих у дворани (мушкарци[2] и жене[3]) на дан 31. марта 2010;
- Азија/Океанија (АЗО) : изабрани на основу ранијих резултата ;
- Европа (ЕВР) : резултати Европског првенства 2010. у Барселони.

### Систем такмичења
Такмичење се одвија у 40 атлетских дисциплина (20 мушких и 20 женских.) У свакој дисциплини репрезентације су имале два атлетичара, осим у тркама на 1500, 3000, 3000 са препрекама и 5000 метара у којима је свака репрезентација имала по три атлетичара. За укупни збир бодова рачунали су се резултати само два најбоља представника из сваке репрезентације. За разлику од Светског купа, коначна табела Континенталног купа се прави према збиру бодова за мушкарце и жене.

### Систем бодовања
| Бодови према постигнутом пласману у свакој дисциплини                       | Бодови према постигнутом пласману у свакој дисциплини | Бодови према постигнутом пласману у свакој дисциплини | Бодови према постигнутом пласману у свакој дисциплини | Бодови према постигнутом пласману у свакој дисциплини | Бодови према постигнутом пласману у свакој дисциплини | Бодови према постигнутом пласману у свакој дисциплини | Бодови према постигнутом пласману у свакој дисциплини | Бодови према постигнутом пласману у свакој дисциплини |
| --------------------------------------------------------------------------- | ----------------------------------------------------- | ----------------------------------------------------- | ----------------------------------------------------- | ----------------------------------------------------- | ----------------------------------------------------- | ----------------------------------------------------- | ----------------------------------------------------- | ----------------------------------------------------- |
| Пласман                                                                     | 1                                                     | 2                                                     | 3                                                     | 4                                                     | 5                                                     | 6                                                     | 7                                                     | 8                                                     |
| Бодови                                                                      | 8                                                     | 7                                                     | 6                                                     | 5                                                     | 4                                                     | 3                                                     | 2                                                     | 1                                                     |
| Бодови за штафете – 1. = 15 бод. / 2. = 11 дод. / 3. = 7 бод. / 4. = 3 бода |                                                       |                                                       |                                                       |                                                       |                                                       |                                                       |                                                       |                                                       |

### Награде
Појединачне награде су биле:
- 1. 30.000 америчких долара ;
- 2. 15.000 $ ;
- 3. 10.000 $ ;
- 4. 7.000 $ ;
- 5. 5.000 $ ;
- 6. 3.000 $ ;
- 7. 2.000 $ ;
- 8. 1.000 $.

За штафете награде су:(4 x 100, 4 x 400) : 1 — 30.000, 2 — 20.000, 3 — 10.000, 4 — 8.000, 5 — 6.000, 6 — 5.000, 7 — 4.000, 8 — 3.000.

## Победници по дисциплинама

### Мушкарци
| Дисциплина                | Први                                                           | Први       | Други                                                                      | Други      | Трећи                                                                | Трећи    |
| 100 м (детаљи)            | Кристоф Леметр · Француска · Европа                            | 10,06      | Данијел Бејли · Антигва и Барбуда · Americas                               | 10,10      | Марк Луис-Френсис · Уједињено Краљевство · Европа                    | 10,16 РС |
| 200 м (детаљи)            | Волас Спирмон · Сједињене Америчке Државе · Америка            | 19,95      | Чуранди Мартина · Холандски Антили · Америка                               | 20,47      | Бен Јусеф Мејте · Обала Слоноваче · Африка                           | 20,51    |
| 400 м (детаљи)            | Џереми Воринер · Сједињене Америчке Државе · Америка           | 44,22 РП   | Рикардо Чејмберс · Јамајка · Америка                                       | 44,59      | Мајкл Бингам · Уједињено Краљевство · Европа                         | 44,84 РС |
| 800 м (детаљи)            | Дејвид Рудиша · Кенија · Африка                                | 1:43,37 РП | Марћин Левандовски · Пољска · Европа                                       | 1:44.81    | Белал Мансур Али · Бахреин · Азија/Океанија                          | 1:44.92  |
| 1.500 м (детаљи)          | Амин Лалу · Мароко · Африка                                    | 3:35,49    | Меконен Гебремедин · Етиопија · Африка                                     | 3:35,70    | Лионел Манзано · Сједињене Америчке Државе · Америка                 | 3:36,8   |
| 3.000 м (детаљи)          | Бернард Лагат · Сједињене Америчке Државе · Америка            | 7:54,75    | Мозиз Ндијема Кипсиро · Уганда · Африка                                    | 7:54,98 РС | Бајрон Пједра · Еквадор · Америка                                    | 7:55,52  |
| 5.000 м (детаљи)          | Бернард Лагат · Сједињене Америчке Државе · Америка            | 13:58,23   | Мозис Ндијема Кипсиро · Уганда · Африка                                    | 13:58,35   | Буабдела Тари · Француска · Европа                                   | 13:58,79 |
| 3.000 м препреке (детаљи) | Ричард Мателонг · Кенија · Африка                              | 8:09,67 РП | Роба Гари · Етиопија · Африка                                              | 8:09,87 НР | Маједин Мехиси-Бенабад · Француска · Европа                          | 8:09,96  |
| 110 м препоне (детаљи)    | Дејвид Оливер · Сједињене Америчке Државе · Америка            | 13,11      | Енди Тернер · Уједињено Краљевство · Европа                                | 13,48      | Ши Донгпенг · Кина · Азија/Океанија                                  | 13,53    |
| 400 м препоне (детаљи)    | Дејвид Грин · Уједињено Краљевство · Европа                    | 47,88 ЛР   | Хавијер Кулсон · Порторико · Америка                                       | 48,08      | Бершон Џексон · Сједињене Америчке Државе · Америка                  | 48,62    |
| 4 x 100 м (детаљи)        | Америка Данијел Бејли Волас Спирмон Тајсон Геј Чуранди Мартина | 38,25      | Азија/Океанија Шинџи Такахира Наоки Цукахара Кенџи Фуџимицу Шинтаро Кимура | 39,28      | Африка Ханес Драјер Сајмон Магикве Вилхелм ван дер Вивер Тусо Мпуанг | 39,82    |
| 4 x 400 м (детаљи)        | Америка Нери Бренес Бершон Џексон Грег Никсон Рикардо Чејмберс | 2:59,00 РП | Европа Мајкл Бингам Кевин Борле Владимир Краснов Мартин Руни               | 2:59,84    | Африка Гари Кикаја Марк Кипротич Мутај Мохамед Хуаџа Рабах Јусиф     | 3:02,62  |
| Скок увис (детаљи)        | Рашид Ахмед Ал-Манај · Катар · Азија/Океанија'                 | 2,28 ЛР    | Доналд Томас · Бахаме · Америка                                            | 2,28       | Мартин Бернард · Уједињено Краљевство · Европа                       | 2,25     |
| Скок мотком (детаљи)      | Стивен Хукер · Аустралија · Азија/Океанија'                    | 5,95 РП    | Рено Лавилени · Француска · Европа                                         | 5,90       | Дерек Мајлс · Сједињене Америчке Државе · Америка                    | 5,75     |
| Скок удаљ (детаљи)        | Двајт Филипс · Сједињене Америчке Државе · Америка             | 8,34       | Кафетјен Гоми · Француска · Европа                                         | 8,10       | Кристијан Рајф · Немачка · Европа                                    | 7,99     |
| Троскок (деатаљи)         | Маријан Опреа · Румунија · Европа                              | 17,29      | Алексис Копело · Куба · Америка                                            | 17,25      | Филипс Идову · Уједињено Краљевство · Европа                         | 17,24    |
| Бацање кугле (детаљи)     | Кристијан Кантвел · Сједињене Америчке Државе · Америка        | 21,87      | Томаш Мајевски · Пољска · Европа                                           | 21,22      | Андреј Михњевич · Белорусија · Европа                                | 20,68    |
| Бацање диска (детаљи)     | Роберт Хартинг · Немачка · Европа                              | 66,85      | Бен Харадин · Аустралија · Азија/Океанија'                                 | 66,45 ОКР  | Ехсан Хадади · Иран · Азија/Океанија'                                | 64,55    |
| Бацање кладива (детаљи)   | Либор Хафрајтаг · Словачка · Европа                            | 79,69      | Дилшод Назаров · Таџикистан · Азија/Океанија'                              | 78,76      | Али Ал-Зинкави · Кувајт · Азија/Океанија'                            | 76,73    |
| Бацање копља (детаљи)     | Андреас Торкилдсен · Норвешка · Европа                         | 89,26 РП   | Џерардус Пинар · Јужна Африка · Африка                                     | 83,17 РС   | Матијас де Зордо · Немачка · Европа                                  | 82,89    |

СР = светски рекорд; РП = рекорд првенства; ЕР = европски рекорд; 
 ОКР = рекорд Океаније; ЈАР = рекорд Јужне Америке; АЗР = рекорд Азије; НР = национални рекорд; ЛР = лични рекорд; РС = лични рекорд сезоне: СРС = светски рекорд сезоне

## Жене
| Дисциплина                | Први                                                                                | Први          | Други                                                                     | Други      | Трећи                                                                                 | Трећи    |
| 100 м (детаљи)            | Кели-Ен Батист · Тринидад и Тобаго · Америка                                        | 11,05         | Шалонда Соломон · Сједињене Америчке Државе · Америка                     | 11,09      | Блесинг Окагбаре · Нигерија · Африка                                                  | 11,14    |
| 200 м (детаљи)            | Александра Фаторива · Русија · Европа                                               | 22,86         | Јелизавета Брижина · Украјина · Европа                                    | 23,37      | Сидони Мадерсил · Кајманска острва · Америка                                          | 23,41    |
| 400 м (детаљи)            | Амантл Монтшо · Боцвана · Африка                                                    | 49,89 РС      | Деби Дан · Сједињене Америчке Државе · Америка                            | 50,21      | Татјана Фирова · Русија · Европа                                                      | 50,45    |
| 800 м (детаљи)            | Џенет Џепкостеј · Кенија · Африка                                                   | 1:57,88       | Кенија Синклер · Јамајка · Америка                                        | 1:58,16 РС | Марија Савинова · Русија · Европа                                                     | 1:58,27  |
| 1.500 м (детаљи)          | Hind Déhiba Chahyd · Француска · Европа                                             | 4:19,78       | Никол Едвардс · Канада · Америка                                          | 4:21,34    | Кристин Верт-Томас · Сједињене Америчке Државе · Америка                              | 4:21,46  |
| 3.000 м (детаљи)          | Месерет Дефар · Кенија · Африка                                                     | 9:03,33       | Алемиту Бекеле · Турска · Европа                                          | 9:04,08    | Шанон Роубери · Сједињене Америчке Државе · Америка                                   | 9:04,82  |
| 5.000 м (детаљи)          | Вивијан Черијот · Кенија · Африка                                                   | 16:05,74      | Сентајеху Ејигу · Етиопија · Европа                                       | 16:07,11   | Molly Huddle · Сједињене Америчке Државе · Америка                                    | 16:08,60 |
| 3.000 м препреке (детаљи) | Јулија Зарудњева · Русија · Европа                                                  | 9:25,46 РП    | Милка Чемос Чејва · Кенија · Африка                                       | 9:25,84    | Софија Асефа · Етиопија · Африка                                                      | 9:29,53  |
| 100 м препоне (детаљи)    | Сали Пирсон · Аустралија · Азија/Океанија                                           | 12,65         | Лоло Џоунс · Сједињене Америчке Државе · Америка                          | 12,66      | Пердита Фелисјен · Канада · Америка                                                   | 12,68    |
| 400 м препоне (детаљи)    | Nickiesha Wilson · Јамајка · Америка                                                | 54,52 РС      | Muizat Ajoke Odumosu · Нигерија · Африка                                  | 54,59 НР   | Вања Стамболова · Бугарска · Европа                                                   | 54,89    |
| 4 x 100 м (детаљи)        | Америка Cydonie Mothersille Debbie Ferguson-McKenzie Шалонда Соломон Кели-Ен Батист | 43,07         | Европа Олесја Повх Наталија Погребњак Марија Рјемјен Јелизавета Бризгина  | 43,77      | Африка Paulette Zang-Milama Agnes Osazuwa Oludamola Osayomi Блесинг Окагбаре          | 43,88    |
| 4 x 400 м (детаљи)        | Америка Shericka Williams Debbie Dunn Nickiesha Wilson Christine Amertil            | 3:26,37       | Европа Ксенија Усталова Антоњина Кривошапка Libania Grenot Татјана Фирова | 3:26,58    | Африка Folashade Abugan Ами Мбаке Тијам Ndeye Soumah Amantle Montsho                  | 3:27,99  |
| Скок увис (детаљи)        | Бланка Влашић · Хрватска · Европа                                                   | 2,05 РП, =СРС | Ема Грин · Шведска · Европа                                               | 1,95       | Леверн Спенсер Света Луција · Америка · Надија Дусанова · Узбекистан · Азија/Океанија | 1,88     |
| Скок мотком (детаљи)      | Светлана Феофанова · Русија · Европа                                                | 4,70 РП       | Lisa Ryzih · Немачка · Европа                                             | 4,60       | Фабијана Мурер · Бразил · Америка                                                     | 4,50     |
| Скок удаљ (детаљи)        | Јулија Тарасова · Узбекистан · Азија/Океанија                                       | 6,70          | Јархелис Савињ · Куба · Америка                                           | 6,63       | Олга Olga Rypakova · Казахстан · Азија/Океанија                                       | 6,60 РП  |
| Троскок (детаљи)          | Олга Рипакова · Казахстан · Азија/Океанија                                          | 15,25 РП, АЗР | Олга Саласдуха · Украјина · Европа                                        | 14,70      | Јархелис Савињ · Куба · Америка                                                       | 14,63    |
| Бацање кугле (детаљи)     | Валери Вили · Нови Зеланд · Азија/Океанија                                          | 20,86 РС      | Надежда Астапчук · Белорусија · Европа                                    | 20,18      | Гунг Лиђао · Кина · Азија/Океанија                                                    | 20,13 РС |
| Бацање диска (детаљи)     | Ли Јенфенг · Кина · Азија/Океанија                                                  | 63,79         | Сандра Перковић · Хрватска · Европа                                       | 63,29      | Јарелис Бариос · Куба · Америка                                                       | 62,58    |
| Бацање кладива (детаљи)   | Татјана Лисенко · Русија · Европа                                                   | 73,88         | Џанг Венсју · Кина · Азија/Океанија                                       | 73,69      | Јипси Морено · Куба · Америка                                                         | 72,73    |
| Бацање копља (детаљи)     | Марија Абакумова · Русија · Европа                                                  | 68,14 РП      | Sunette Viljoen · Јужна Африка · Африка                                   | 62,21      | Kimberley Mickle · Аустралија · Азија/Океанија                                        | 61,36 РС |

### Бодовна табела
| Дисциплине                 | Дисциплине | Африка | Африка | Америка | Америка | Азија-Океанија | Азија-Океанија | Европа | Европа |
| -------------------------- | ---------- | ------ | ------ | ------- | ------- | -------------- | -------------- | ------ | ------ |
| 100 метара                 | М          | 4      | 0      | 7       | 5       | 3              | 2              | 8      | 6      |
| 100 метара                 | Ж          | 6      | 2      | 8       | 7       | 3              | 1              | 5      | 4      |
| 200 метара                 | М          | 6      | 3      | 8       | 7       | 4              | 2              | 5      | 0      |
| 200 метара                 | Ж          | 4      | 2      | 6       | 5       | 3              | 1              | 8      | 7      |
| 400 метара                 | М          | 4      | 1      | 8       | 7       | 3              | 2              | 6      | 5      |
| 400 метара                 | Ж          | 8      | 4      | 7       | 5       | 2              | 1              | 6      | 3      |
| 800 метара                 | М          | 8      | 2      | 5       | 4       | 6              | 1              | 7      | 3      |
| 800 метара                 | Ж          | 8      | 3      | 7       | 1       | 4              | 2              | 6      | 5      |
| 1.500 метара               | M          | 8      | 7      | 6       | 3       | 2              | 1              | 5      | 4      |
| 1.500 метара               | Ж          | 2      | 1      | 7       | 6       | 5              | 3              | 8      | 4      |
| 3.000 метара               | М          | 7      | 5      | 8       | 6       | 4              | 2              | 3      | 1      |
| 3.000 метара               | Ж          | 8      | 4      | 6       | 5       | 3              | 1              | 7      | 2      |
| 5.000 метара               | М          | 7      | 5      | 8       | 2       | 4              | 0              | 6      | 3      |
| 5.000 метара               | Ж          | 8      | 7      | 6       | 2       | 4              | 0              | 5      | 3      |
| 3.000 метара препреке      | М          | 8      | 7      | 2       | 1       | 4              | 3              | 6      | 5      |
| 3.000 метара препреке      | Ж          | 7      | 6      | 5       | 4       | 2              | 1              | 8      | 3      |
| 110/100 метара препоне     | М          | 4      | 3      | 8       | 1       | 6              | 2              | 7      | 5      |
| 110/100 метара препоне     | Ж          | 3      | 2      | 7       | 6       | 8              | 1              | 5      | 4      |
| 400 метара препоне         | М          | 5      | 4      | 7       | 6       | 2              | 1              | 8      | 3      |
| 400 метара препоне         | Ж          | 7      | 2      | 8       | 3       | 4              | 0              | 6      | 5      |
| Штафета 4 х 100 метара     | М          | 7      | 7      | 15      | 15      | 11             | 11             | 0      | 0      |
| Штафета 4 х 100 метара     | Ж          | 7      | 7      | 15      | 15      | 3              | 3              | 11     | 11     |
| Штафета 4 х 100 метара     | М          | 7      | 7      | 15      | 15      | 3              | 3              | 11     | 11     |
| Штафета 4 х 100 метара     | Ж          | 7      | 7      | 15      | 15      | 3              | 3              | 11     | 11     |
| Бодови за трчања           | М          | 112    | 112    | 139     | 139     | 68             | 68             | 107    | 107    |
| Бодови за трчања           | Ж          | 108    | 108    | 141     | 141     | 55             | 55             | 126    | 126    |
| Скок увис                  | М          | 5      | 0      | 7       | 3       | 8              | 4              | 6      | 2      |
| Скок увис                  | Ж          | 2      | 1      | 5.5     | 3       | 5.5            | 4              | 8      | 7      |
| Скок мотком                | М          | 2      | 0      | 6       | 3       | 8              | 4              | 7      | 5      |
| Скок мотком                | Ж          | 2      | 0      | 6       | 4       | 5              | 3              | 8      | 7      |
| Скок удаљ                  | М          | 3      | 1      | 8       | 4       | 5              | 2              | 7      | 6      |
| Скок удаљ                  | Ж          | 3      | 1      | 7       | 2       | 8              | 6              | 5      | 4      |
| Троскок                    | М          | 5      | 3      | 7       | 4       | 2              | 1              | 8      | 6      |
| Троскок                    | Ж          | 3      | 2      | 6       | 1       | 8              | 5              | 7      | 4      |
| Бацање кугле               | М          | 3      | 1      | 8       | 4       | 5              | 2              | 7      | 6      |
| Бацање кугле               | Ж          | 2      | 1      | 5       | 4       | 8              | 6              | 7      | 3      |
| Бацање диска               | М          | 2      | 1      | 4       | 3       | 7              | 6              | 8      | 5      |
| Бацање диска               | Ж          | 2      | 1      | 6       | 4       | 8              | 5              | 7      | 3      |
| Бацање кладива             | М          | 2      | 1      | 4       | 3       | 7              | 6              | 8      | 5      |
| Бацање кладива             | Ж          | 2      | 0      | 6       | 4       | 7              | 3              | 8      | 5      |
| Бацање копља               | М          | 7      | 3      | 2       | 1       | 5              | 4              | 8      | 6      |
| Бацање копља               | Ж          | 7      | 4      | 3       | 2       | 6              | 0              | 8      | 5      |
| Бодови за скокове и бацања | М          | 39     | 39     | 71      | 71      | 76             | 76             | 100    | 100    |
| Бодови за скокове и бацања | Ж          | 33     | 33     | 68.5    | 68.5    | 87.5           | 87.5           | 96     | 96     |
| Укупно бодова              | М          | 151    | 151    | 210     | 210     | 144            | 144            | 207    | 207    |
| Укупно бодова              | Ж          | 141    | 141    | 209.5   | 209.5   | 142.5          | 142.5          | 222    | 222    |
| Дисциплине                 | Дисциплине | Африка | Африка | Америка | Америка | Азија-Океанија | Азија-Океанија | Европа | Европа |
| Дисциплине                 | Дисциплине | 292    | 292    | 419.5   | 419.5   | 286.5          | 286.5          | 429    | 429    |

## Коначна табела
| Пласман | Репрезентација | Место | Место | Место | Место | Место | Место | Место | Место | Бодови |
| Пласман | Репрезентација | 1     | 2     | 3     | 4     | 5     | 6     | 7     | 8     | Бодови |
| ------- | -------------- | ----- | ----- | ----- | ----- | ----- | ----- | ----- | ----- | ------ |
| 1       | Европа         | 13    | 15    | 12    | 16    | 6     | 9     | 2     | 1     | 429    |
| 2       | Америка        | 13    | 12    | 14    | 7     | 11    | 8     | 6     | 5     | 419,5  |
| 3       | Африка         | 7     | 9     | 7     | 5     | 8     | 10    | 15    | 10    | 292    |
| 4       | Азија-Океанија | 7     | 4     | 8     | 10    | 11    | 9     | 13    | 10    | 286,5  |